# Carex manhartii
Carex manhartii là một loài thực vật có hoa trong họ Cói. Loài này được Bryson mô tả khoa học đầu tiên năm 1985.